# Detergente biodegradável

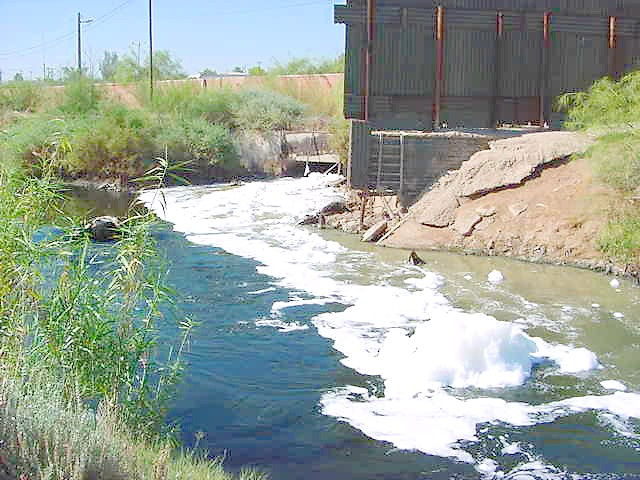
Espuma em um rio contaminado por detergentes não-biodegradáveis.

Detergente biodegradável é um detergente facilmente transformado por organismos decompositores que vivem na natureza, resultando em substâncias mais assimiláveis pelo meio ambiente.

Quando se utilizam detergentes nos processos industriais ou domésticos de lavagem, eles vão para o sistema de esgotos e acabam nos lagos e rios. Porém, após certo tempo, os resíduos são degradados (decompostos) por microrganismos que existem na água. Diz-se, então, que os detergentes são biodegradáveis e que não causam grande impacto ambiental. Os detergentes não-biodegradáveis, pelo contrário, acumulam-se nos rios, formando uma camada de espuma que impede a entrada de gás oxigênio na água e acabando por remover a camada oleosa que reveste as penas de algumas aves, impedindo que elas flutuem. Na água existem microrganismos que produzem enzimas capazes de quebrar as moléculas de cadeias lineares. Essas enzimas, porém, não reconhecem as moléculas de cadeias ramificadas, fazendo com que esses detergentes permaneçam na água sem sofrer degradação (não-biodegradável).

## História
Os detergentes biodegradáveis apareceram em torno da década de 1950, como uma resposta aos problemas que os sabões e detergentes tradicionais produziam nos ecossistemas e seres vivos. Os produtos mais antigos utilizavam surfactantes — substâncias de alteram a tensão superficial da água possibilitando a remoção mais fácil da sujeira e das gorduras — que permaneciam ativos por muito tempo gerando problemas sérios, como as grandes quantidades de espuma flutuante que já naquela época cobriam rios e lagos onde se despejavam águas servidas. Além disso, essas substâncias também eram tóxicas, causando mortandades de seres da natureza e prejudicando a saúde humana pela contaminação da água potável.
Durante essas pesquisas para minimizar os impactos dos detergentes, se descobriu que algumas substâncias, como os compostos de fósforo, podiam aumentar a sua eficiência, e passaram a ser integradas às suas fórmulas comerciais. Porém, esses compostos não são inocentes na questão ambiental, pois seus subprodutos, os fosfatos, são nutrientes, e a sua carga nos rios aumentou tanto com seu acréscimo aos detergentes que se criou um novo problema (eutrofização) pela oferta excessiva desses nutrientes para os seres da natureza, especialmente as algas microscópicas. O resultado foram grandes proliferações de algas nas águas, que consomem vastas quantidades de oxigênio, levando outros seres aquáticos à morte por hipóxia. Essas proliferações também produzem substâncias tóxicas perigosas para o homem.
Constatada esta complicação, procurou-se substitutos menos perigosos para os fosforados, encontrando-os em vários compostos, como o etoxilato alquilofenol, o ácido carboxílico, o silicato de alumínio, o citrato de sódio e o triacetato de nitrogênio, mas eles também causam algum impacto ambiental, especialmente porque alguns deles imitam as propriedades do estrogênio, hormônio que interfere nos ciclos reprodutivos dos animais.
Hoje os detergentes biodegradáveis usam largamente os surfactantes aniônicos, com uma tendência de serem substituídos por surfactantes não-iônicos e anfotéricos mais suaves, por compostos orgânicos ou baseados em silicone, entre outros, havendo esforço constante para se aperfeiçoá-los, mas os impactos ambientais dessas formulações novas, por serem recentes demais, ainda estão para serem devidamente avaliados, havendo poucos dados disponíveis. Algumas pesquisas, no entanto, já indicaram que eles também causam danos. Ainda não foram encontradas soluções inteiramente satisfatórias.
É importante compreender que mesmo os melhores detergentes biodegradáveis da atualidade, ainda que sempre sejam preferíveis aos não-biodegradáveis, também causam significativo dano ambiental e são uma ameaça para a saúde pública, e as águas servidas que os contêm devem passar por tratamento adicional antes de serem descartadas na natureza.